# Седма пехотна рилска дивизия
Седма пехотна рилска дивизия е българска военна част.

## Формиране
Формирана е през 1904 година с Указ №88/30 от декември 1903 г. с щаб в Дупница. За първи началник на дивизията е назначен полковник Стефан Тошев.

### Мирновременен състав
- Първа бригада с щаб в Кюстендил
  - 13-и пехотен рилски полк
  - 26-и пехотен пернишки полк
- Втора бригада с щаб в Самоков
  - 14-и пехотен македонски полк в Дупница
  - 22-ри пехотен тракийски полк в Самоков
- 7-и артилерийски полк дислоциран в Самоков
- Дивизионна болница в Дупница
- Пионерна дружина

### Дивизията и македоно-одринското освободително движение
Личният състав на дивизията пряко следи развитието на македоно-одринското освободително движение, тъй като по участъка от държавната граница, охранявана от пограничните роти на дивизията се намират пунктовете на ВМОРО за преминаване на чети и отделни революционери, на които ротите оказват пряко съдействие. Голяма част от офицерите на дивизията, особено от 13-и рилски полк, преди формирането на дивизията подпомагат ВМОРО още по времето на Четническата акция през 1895 година, а много от тях са членове на македоно-одринските братства. В дивизията освен българи от Княжеството, служат и хора от Македония, както и от Ихтиманско и Панагюрско.
Към 1906 г. в състава на дивизията влизат: 14-и Македонски, 22-ри Тракийски, 13-и Рилски и 26-и Пернишки пехотни полкове, 7-и артилерийски полк, 7-а пионерна дружина, 1-ви кавалерийски дивизион, 1-ви конен полк, 7-о дивизионно интендантство. През септември 1912 година наброява 37 355 души.

## Балканска война (1912 – 1913)
По време на Балканската война дивизията се командва от генерал-майор Георги Тодоров. В първия етап на войната Седма дивизия е включена в състава на Втора съюзна армия, която е командвана от сръбския генерал Степа Степанович. От изходната си база в района Невестино-Кочериново нейните три бригади се развръщат в три колони между Струма и Брегалница. Първа бригада образува дясната колона, Втора – централната, а Трета – лявата. Бойните действия през есента на 1912 г. се развиват в следната последователност:
- 5 октомври – Втора бригада завладява Царево село, а Трета – Горна Джумая. Турското контранастъпление край Симитли е отразено.
- 10 октомври – Втора бригада овладява Пехчево.
- 11 октомври – Дясната колона на дивизията разбива турската 16-а низамска дивизия край Кочани и влиза в града.
- 12 – 13 октомври – В боеве около Крупник лявата колона отблъсква Струмския корпус и на
- 14 октомври – овладява Кресненския пролом.
- 22 – 23 октомври – Преодолян е Рупелският пролом. Трета бригада влиза в Демир Хисар.
- 25 октомври – Авангардът на 7-а дивизия влиза в Кукуш заедно със сръбска конница (от Дунавския конен полк).
- 27 октомври – Бой при Айватово. Трета бригада командвана от генерила Спас Георгиев разбива турския заслон на 12 km северно от Солун. В същото време Тахсин паша предава града на гръцката армия.

След като оставя една дружина от 14-и Македонски полк в Солун, Седма дивизия е прехвърлена от гръцкия флот в Дедеагач и е включена в състава на новосформираната Четвърта българска армия. На 26 януари 1913 година Първа и Трета бригада на дивизията отблъскват турската атака при Булаир и провалят замисъла на турското командване за настъпление в тила на българската армия. След тази битка на фронта пред Булаир настъпва затишие. Седма дивизия обаче търпи големи загуби от студовете поради недостиг на гориво и топло облекло. По тази причина в началото на февруари са извадени от строя 3000 души.
През 1913 г. дивизията е демобилизирана и отново е мобилизирана през септември 1915 г., като 11 000 души от кадровия ѝ състав са от новоприсъединената Пиринска Македония.

## Първа световна война (1915 – 1918)
През Първата световна война (1915 – 1918) дивизията влиза в състава на 2-ра армия и има следното командване и състав:

### Командване и състав
Щаб на дивизията
- Началник на дивизията – полковник Вълко Василев
- Началник на щаба на дивизията – От Генералния Щаб, подполковник Борис Сирманов
- Дивизионен инженер и командир на 7-а пионерна дружина – военен инженер, подполковник Антон Пентиев
- Дивизионен лекар – санитарен полковник д-р Моше Алкалай Сасон
- Дивизионен интендант – подполковник Тодор Паралингов
- Командир на 7-и дивизионен ескадрон – поручик Георги Бояджиев

Първа бригада
- Командир на бригадата – полковник Панайот Сантурджиев
- Началник-щаб на бригадата – от Генералния щаб, майор Христо Христов
  - Командир на 13-и пехотен рилски полк – подполковник Кръстю Киров
  - Командир на 26-и пехотен пернишки полк – от Генералния щаб, подполковник Сава Мъдров
  - Командир на 84-ти пехотен полк – подполковник Никола Константинов

Втора бригада
- Командир на бригадата – полковник Дионисий Писинов
- Началник-щаб на бригадата – от Генералния щаб, капитан Анастас Ватев
  - Командир на 14-и пехотен македонски полк – подполковник Тодор Комсиев
  - Командир на 22-ри пехотен тракийски полк – подполковник Стефан Сапунов

Трета бригада
- Командир на бригадата – от Генералния щаб, полковник Христо Бурмов
- Началник-щаб на бригадата – от Генералния щаб, капитан Георги Хесапчиев
  - Командир на 53-ти пехотен полк – подполковник Младен Станев
  - Командир на 54-ти пехотен полк – от Генералния щаб, подполковник Христо Лефтеров

Седма артилерийска бригада
- Командир на бригадата – полковник Стоян Пушкаров
  - Командир на 7-и артилерийски полк – подполковник Васил Петров
  - Командир на 17-и артилерийски полк – артилерийски инженер, подполковник Никола Стайков
  - Командир на 7-о нескорострелно артилерийско отделение – подполковник Петко Иванов

Части, придадени към дивизията
- Командир на 2-ри гаубичен полк – подполковник Иван Донков
- Командир на 7-и опълченски полк – полковник Васил Михаилов
- Командир на 3-та гранична дружина – капитан Дончо Терекчиев
- Командир на 4-та гранична дружина – майор Александър Николов
- Командир на 5-а гранична дружина – капитан Асен Райчев

На 15 април 1917 към дивизията се формира 84-ти пехотен полк, който влиза в подчинение на 1-ва бригада.
Дивизията е демобилизирана през октомври 1918 г.

## Наименования
През годините дивизията носи различни имена според претърпените реорганизации:
- Седма пехотна рилска дивизия (1904 – 1921)
- Седми пехотен рилски полк (1921 – 1938)
- Седма пехотна рилска дивизия (1938 – 1950)
- Седма стрелкова рилска дивизия (май – 22 септември 1950)
- Десета стрелкова Струмска дивизия (22 септември 1950 – май 1956)

## Началници
Званията са към датата на заемане на длъжността.
| №  | звание        | име                | дати                                 |
| -- | ------------- | ------------------ | ------------------------------------ |
| 1. | Полковник     | Стефан Тошев       | от 1904                              |
|    | Генерал-майор | Георги Тодоров     | 1910 – 1913?                         |
|    | Полковник     | Вълко Василев      |                                      |
|    | Полковник     | Константин Жостов  | 25 април 1915                        |
|    | Полковник     | Вълко Василев      | 1915                                 |
|    | Полковник     | Иван Русев         | септември 1916 – юни 1917            |
|    | Полковник     | Стефан Тасев       | 29 юни 1917 – 30 септември 1918      |
|    | Полковник     | Александър Давидов | 1918                                 |
|    | Полковник     | Никола Топалджиков | март 1920                            |
|    | Полковник     | Никола Бакърджиев  | от 1 април 1921                      |
|    | Полковник     | Минчо Банковски    | 1925                                 |
|    | Полковник     | Кирил Жечев        | от 1927                              |
|    | Полковник     | Иван Кючуков       | юни 1927 – 30 юни 1930?              |
|    | Полковник     | Руско Димитров     | 1930 – 1931                          |
|    | Полковник     | Димитър Настев     | 1 август 1931 – 1934                 |
|    | Полковник     | Захари Доспевски   | 1935 – 1938                          |
|    | Полковник     | Петър Пенев        | 1938 – 1939                          |
|    | Генерал-майор | Борис Богданов     | 1939 – 1943                          |
|    | Полковник     | Никола Грозданов   | 26 август 1943 – 25 декември 1943    |
|    | Полковник     | Иван Рафаилов      | 25 декември 1943 – 13 септември 1944 |
|    | Полковник     | Стефан Таралежков  | 14 септември 1944 – 14 декември 1944 |
|    | Полковник     | Христо Новаков     | 15 декември 1944 – 1 януари 1945     |
|    | Подполковник  | Станю Пиперков     | 1945 – 1946?                         |
|    | Полковник     | Асен Стоичков      | 1946 – 1947?                         |
|    | ?             | Здравко Георгиев   | ноември 1947 – октомври 1948         |

Други началници: Борис Сирманов